# Агата Кристина фон Ханау-Лихтенберг
Агата Кристина фон Ханау-Лихтенберг (на немски: Agatha Christine von Hanau-Lichtenberg; * 23 септември 1632, Бишвайлер (днес Буксвилер), Елзас, Франция; † 5 декември 1681, Страсбург, Франция) е графиня от Ханау-Лихтенберг и чрез женитба пфалцграфиня и херцогиня на Пфалц-Велденц-Лютцелщайн.

## Живот
Тя е дъщеря, десетото дете, на граф Филип Волфганг фон Ханау-Лихтенберг (1595 – 1641) и първата му съпруга графиня Йохана фон Йотинген-Йотинген (1602 – 1639).
Агата Кристина се омъжва на 4 юли 1648 г. в Бишвайлер за пфалцграф и херцог Леополд Лудвиг фон Пфалц-Велденц-Лютцелщайн (1625 – 1694). Нейната неомъжена сестра София Елеонора (1630 – 1662) живее при тях.
Агата Кристина умира на 5 декември 1681 г. в Страсбург и е погребана в църквата в Лютцелщайн (днес: La Petite-Pierres, Франция).

## Деца
Агата Кристина и Леополд Лудвиг имат 12 деца:
- дъщеря (*/† 1649)
- Анна София (1650 – 1706), монахиня
- Густав Филип (1651 – 1679)
- Елизабет Йохана (1653 – 1718), омъжена 1669 г. за вилд- и Рейнграф Йохан XI фон Салм-Кирбург-Мьорхинген (1635 – 1688)
- Кристина (1654 – 1655)
- Кристина Луиза (1655 – 1656)
- Кристиан Лудвиг (1656 – 1658)
- Доротея (1658 – 1723), омъжена 1707 г. (развод 1723) за пфалцграф Густав Самуел Леополд фон Пфалц-Цвайбрюкен (1670 – 1731)
- Леополд Лудвиг (1659 – 1660)
- Карл Георг (1660 – 1686), убит
- Агнес Елеонора (1662 – 1664)
- Август Леополд (1663 – 1689), убит